# Школа № 1547
Государственное бюджетное образовательное учреждение города Москвы «Школа № 1547» была открыта в 2005 году как лицей при МИФИ в соответствии с распоряжением Правительства г. Москвы.
Школа (в прошлом Лицей) № 1547 реализует обучение 5-9 классов по направлениям:
- Физико-математическое
- Математическое
- Социально-экономическое
- Гуманитарное
- Химико-биологическое
- Лингвистическое

Для дальнейшего обучения (10-11 класс) в классах городских проектов:
- Инженерный класс
- Инженерный класс (Атомный класс)
- Инженерный класс (Курчатовский класс)
- Предпринимательский класс
- Медиакласс
- Академический (химико-биологический) класс
- ИТ-класс
- Кадетский класс

## Набор учащихся в лицей
Лицей № 1547, как и другие лицеи при МИФИ (Лицей № 1511, Лицей № 1523), принимает в физико-математические классы учащихся Москвы и ближнего Подмосковья на основе конкурсного отбора из числа успешно сдавших экзамены по математике, физике и русскому языку.
Заявление принимаются в апреле, а вступительные испытания по математике, физике и русскому языку проводятся в мае.

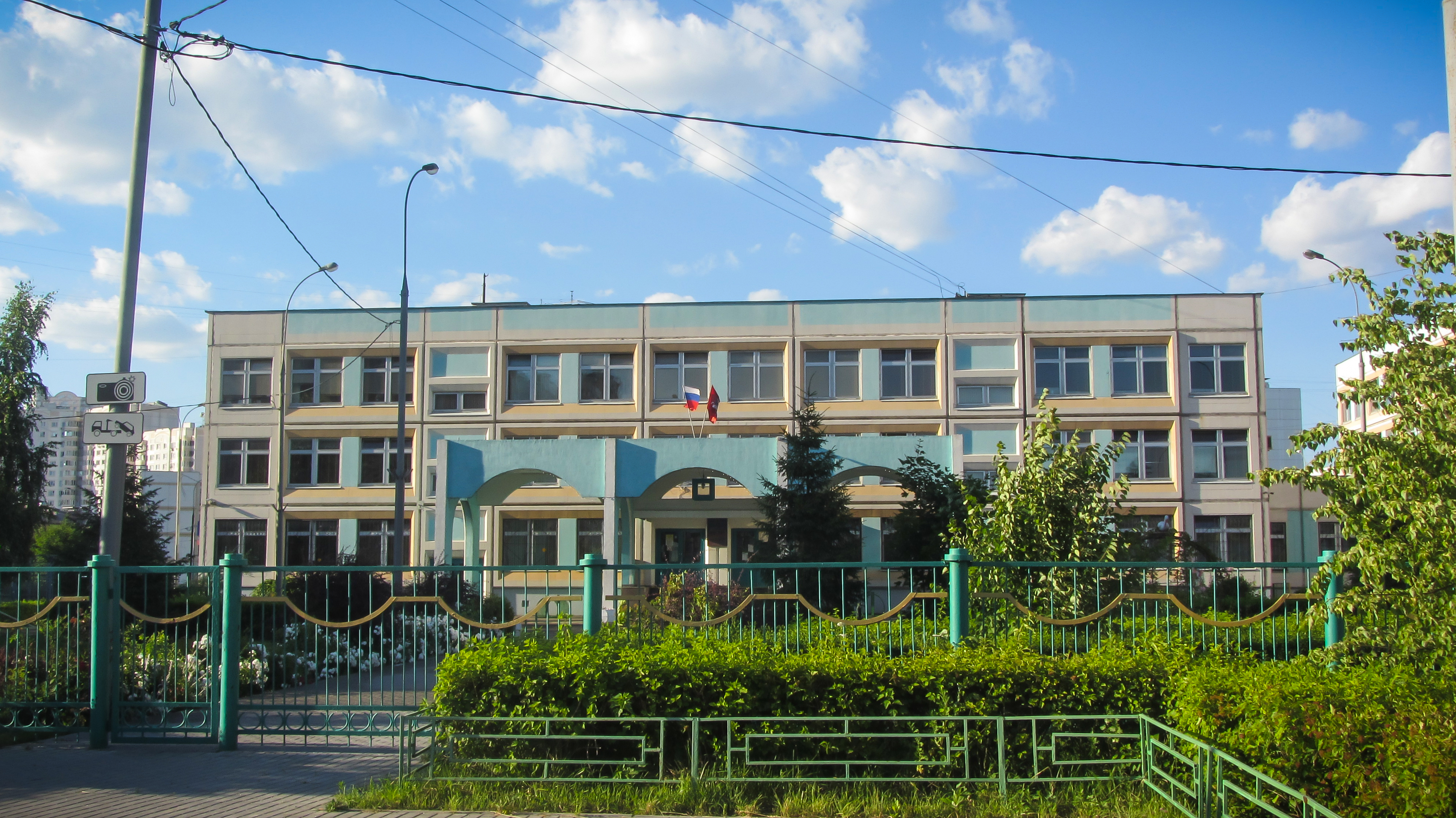
Центральный вход в лицей 1547, 4 июля 2015 года

## Работа с ВУЗами

### Сотрудничество с МИФИ
Направления совместной деятельности:
- Учебное:
  - Преподавание специальных и профильных дисциплин сотрудниками и профессорско-преподавательским составом МИФИ;
  - Использование учебной базы МИФИ (лаборатория кафедр общей химии и общей физики);
  - Использование ресурсов научной библиотеки МИФИ. Научное направление:
    - участие лицеистов в совместных научно практических конференциях и научных сессиях МИФИ;
    - руководство проектными работами лицеистов;
    - кураторство над лицейским научным обществом; профильная практика для 10-х классов (по особому плану).

- Издательское:
  - организация и проведение подготовительных курсов для поступающих в лицей;
  - организация и проведение подготовительных курсов для поступающих в МИФИ;
  - издание совместных методических разработок по специальным темам.

- Методическое:
  - оказание методической помощи преподавателям лицея.

Мероприятия университета по развитию лицея № 1547:
1. Комплектование штата учителей лицея преподавателями университета по дисциплинам физико-математического направления.
2. Предоставление лицею учебных планов и учебно-методических материалов по дисциплинам физико-математического и гуманитарного направления.
3. Предоставление лицею учебных пособий по дисциплинам физико-математического направления.
4. Разработка проекта развития лабораторий по физике и химии.
5. Разработка проекта использования компьютерных классов в изучении дисциплин физико-математического направления.
6. Предоставление лицею полной информации и рекламных материалов о направлениях подготовки специалистов университета.
7. Выделение кафедр университета, курирующих дисциплины физико-математического направления.
8. Доукомплектование штата учителей лицея преподавателями университета по дисциплинам физико-математического направления.

### Международный независимый Эколого-политологический Университет (Академия МНЭПУ) (МНЭПУ)
Направления совместной деятельности:
- Учебное:
  - привлечение специалистов к преподаванию элективных курсов;
  - участие в научно — практических конференциях студентов младших курсов экологического факультета;
  - участие в студенческих дебатах.

- Просветительское:
  - участие старшеклассников в лектории «Экология и жизнь».

- Методическое:
  - участие учителей в научно — методической школе;
  - комплектация библиотеки по экологии;
  - привлечение студентов для участия в проекте «Выборы».

- Профориентационное:
  - посещение «Дней открытых дверей».

### Российский государственный институт интеллектуальной собственности(РГИИС)
- Учебное направление совместной деятельности:
  - организация профильных экономических и юридических классов;
  - преподавание специальных и профильных дисциплин сотрудниками и профессорско — преподавательским составом РГИИС;
  - использование учебной базы РГИИС.

- Профориентационное:
  - участие в «Днях открытых дверей».